# 劉子欽
劉子欽（1368年—1454年），名敬，號密庵，以字行。江西吉水人。明朝政治人物。

## 生平
永樂元年（1403年）癸未科江西鄉試第一名舉人，永樂二年（1404年）聯捷甲申科二甲第十二名进士，選翰林院庶吉士，參撰《永樂大典》。授刑部主事，因連坐戍邊廣西南丹衛。仁宗登極，起為江西新淦縣儒學訓導，歲滿請致仕歸，以高壽終。